# 阿湖镇
阿湖镇，是中华人民共和国江苏省徐州市新沂市下辖的一个乡镇级行政单位。

## 行政区划
阿湖镇下辖以下地区：
阿湖村、芦湖村、条河村、中沟村、黄柏村、练马村、三里村、墩新村、蒋马村、夏湖村、黑埠村、岭东村、林头村、双池村、鸣九村、古村、桃岭村和上旺村。